# Macrochia texata
Macrochia texata là một loài bọ cánh cứng trong họ Cerambycidae.